# نورتون (آریزونا)
نورتون (به انگلیسی: Norton) یک منطقهٔ مسکونی در ایالات متحده آمریکا است که در آریزونا واقع شده‌است. نورتون ۹۶ متر بالاتر از سطح دریا واقع شده‌است.